# Апартаментът (филм, 1996)
„Апартаментът“ (на френски: L'Appartement) е френско-испанско-италиански романтичен филм от 1996 година на режисьора Жил Мимуни по негов собствен сценарий.
В центъра на сюжета е млад мъж, който се опитва да намери жена, с която е имал връзка преди години, но попада на влюбена в него нейна приятелка. Главните роли се изпълняват от Венсан Касел, Моника Белучи и Роман Боренже.
„Апартаментът“ получава наградата на БАФТА за чуждоезичен филм и е номиниран за две награди „Сезар“.